# Badrukhan
Badrukhan fou un petit estat tributari protegit de l'Índia, al Panjab, feudatari de Jind, amb capital a Badrukhan.
Suk Chain, un notable local, va fundar Balanwali i va dominar alguns territoris en la confusió que va seguir la invasió d'Ahmad Shah Durrani després del 1747; a la seva mort el 1751 la ciutat de Balanwali va passar al seu fill gran Alam Shah; Badrukhan va passar al seu fill segon Gajpat Singh; i el tercer Bulaki va rebre Dyalapura. Alam Shah va morir el 1754 i Balanwali va passar a Gajpat Singh que el 1755 va conquerir les parganes imperials de Jind i Safidon, i va prendre el poder absolut després del 1763, traslladant la capital a Jind (ciutat) el 1766. Va morir el 1789 i el van succeir els seus fills, Bhag Singh a Jind i Safidon, i Bhup Singh a Badrukhan. Hira Singh de Nabha (1856-1911) germà de Harnam Singh, fou raja (adoptat) de Nabha. El principat va existir fins al 1949.

## Llista de rages
- Kanwar Bhup Singh 1789-1815.
- Sardar Basawa Singh 1815-1830.
- Sardar Sukha Singh 1830-1852
- Harnam Singh 1852-1856